# Callitrichia
Callitrichia é um gênero de aranhas da família Linyphiidae descrito em 1936.